# Eisstadion Badrutts Park
Eisstadion Badrutts Park är en utomhusarena i Sankt Moritz, Schweiz. Det var här man spelade ishockey samt tävlade i hastighetsåkning på skridskor och konståkning, samt höll invignings- och avslutningsceremonierna vid olympiska vinterspelen 1928 och 1948.

### Fotnoter
1. ↑  "Best Hosts of Olympic Winter Games Past" Arkiverad 6 juni 2011 hämtat från the Wayback Machine., onAir' magazine, Air Canada, februari 2010
2. ↑  1928 Winter Olympics official report. Arkiverad 17 december 2010 hämtat från the Wayback Machine. Part 2. pp. 1-7, 15. (franska)
3. ↑  1948 Winter Olympics official report. Arkiverad 10 april 2008 hämtat från the Wayback Machine. pp. 6, 21, 23. (franska) & (tyska)